# Parafia św. Barbary w Mychowie
Parafia świętej Barbary w Mychowie – parafia rzymskokatolicka, znajdująca się w diecezji sandomierskiej, w dekanacie Szewna.

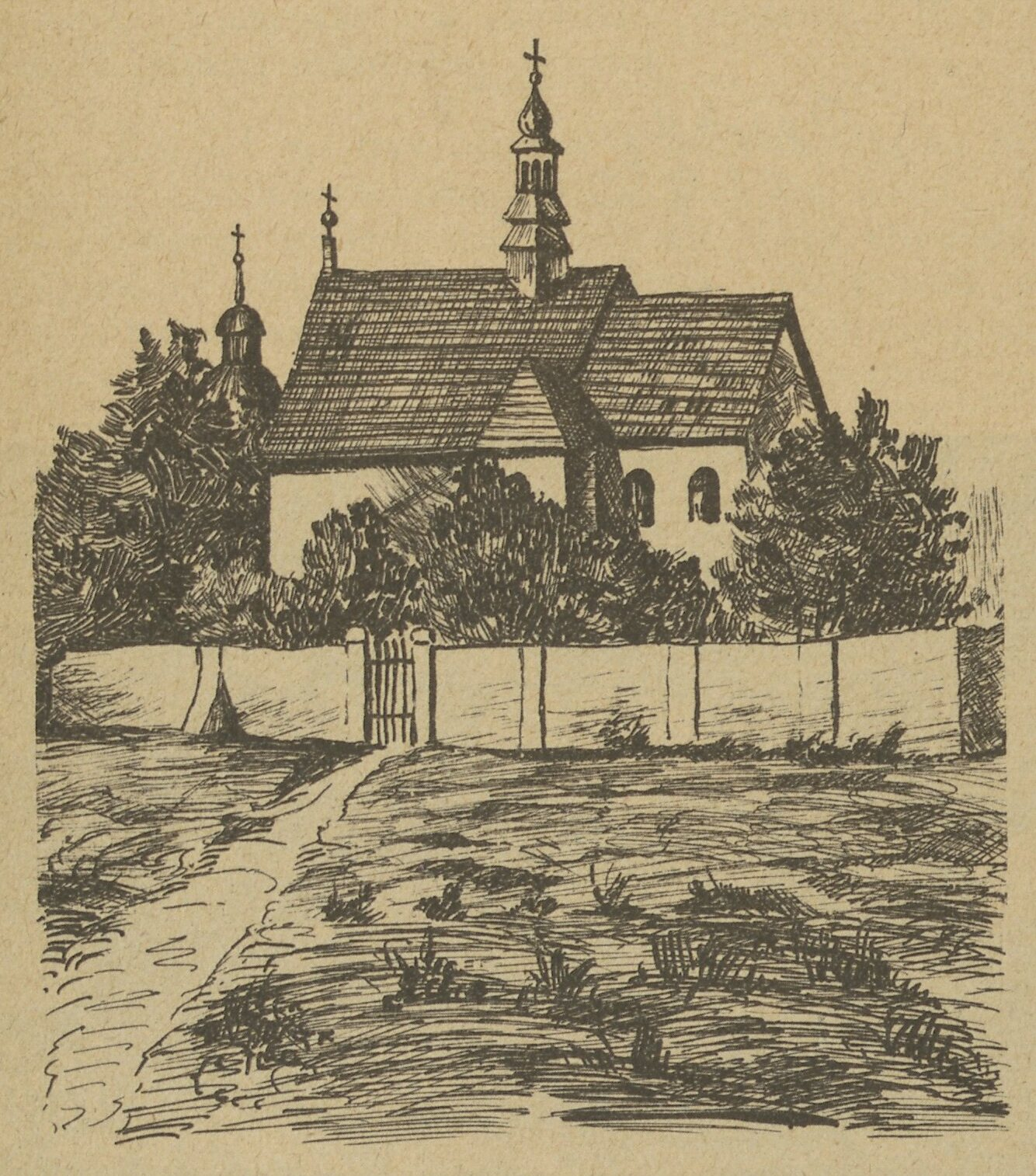
Kościół przed 1907